# Fara Williams
Pour les articles homonymes, voir Williams.
Fara Williams (née le 25 janvier 1984) est une joueuse anglaise de football. Elle évolue au poste de milieu central pour l'Équipe d'Angleterre de football féminin et pour Reading.
Fara a joué les trois matchs de poule du Championnat d'Europe de football féminin 2005 qui s'est déroulé en Angleterre en marquant le penalty de la défaite 2-1 contre la Danemark. Elle a aussi marqué cinq buts lors des qualifications pour la Coupe du monde en Chine dont deux lors de la victoire 13-0 sur la Hongrie.
Le 23 mai, Fara a reçu l'award de la meilleure internationale de l'année 2007.
Elle est sélectionnée parmi l'effectif britannique des Jeux olympiques 2012.
Le 5 janvier 2016, Liverpool a confirmé que Williams à signer pour Arsenal.

## Palmarès

### En équipe
- Champion de la WSL1 en 2013 et 2014 avec Liverpool.
- Vainqueur de la Coupe d'Angleterre en 2016 avec Arsenal Ladies